# EA Sports F1 Serie
Die EA Sports F1 Serie besteht aus fünf Rennsimulationen, basierend auf der Formel 1. Die Spiele wurden jährlich zwischen 2000 und 2003 veröffentlicht, dann wurde der Verkauf gestoppt und schließlich 2006 fortgesetzt. Die Spiele wurden von Image Space Incorporated (PC) und Visual Science (Konsolen) entwickelt. Nachdem Electronic Arts 2021 Codemasters übernahm, die bereits seit 2009 eine Rennspielserie mit der Formel-1-Lizenz veröffentlichen, werden erneut F1-Spiele unter dem Label EA Sports veröffentlicht.

## Spielprinzip
Die Formel-1-Spiele haben eine Vielzahl von Fahrhilfen-Optionen, damit jeder Spieler das Spiel an seinen eigenen Geschmack anpassen kann. Das Fahrverhalten kann man entweder als Arcade-Spiel oder als Fahrsimulation nutzen.

## F1 Career Challenge
Nach dem Verlust der offiziellen Formel-1-Lizenz von Formula One Administration Ltd an Sony Computer Entertainment Europe (Verleger der konkurrierenden F1-Reihe für PlayStation / PlayStation 2), entwickelte Image Space 2003 F1 Career Challenge in ihrer endgültigen Fassung für PlayStation 2, Xbox und GameCube. Das Spiel präsentiert vier volle Saisons (1999–2002), eine Zusammenfassung aller F1-Spiele von Image Space. Durch die Verwendung von einfachen Hilfsmitteln (mit Texteditor können u. a. Strecke, Fahrer und Motoreinstellungen geändert werden) entstanden nach 2003 viele von Benutzern erstellte Modifikationen. Das Spiel bietet einen Online-Mehrspielermodus.

## Spiele
- F1 2000, Anfang 2000 veröffentlicht für PC und PlayStation
- F1 Championship: Season 2000, veröffentlicht Ende 2000 für PC, PlayStation, PS2, Macintosh, und Game Boy Color
- F1 2001, veröffentlicht Ende 2001 für PC, PS2 und Xbox
- F1 2002, veröffentlicht Mitte 2002 für PC, PS2, Xbox, GameCube und GBA
- F1 Challenge '99–'02 (F1C), veröffentlicht Mitte 2003 für PC. Später als F1 Career Challenge für PS2, Xbox und GameCube